# 坎達拉克沙灣

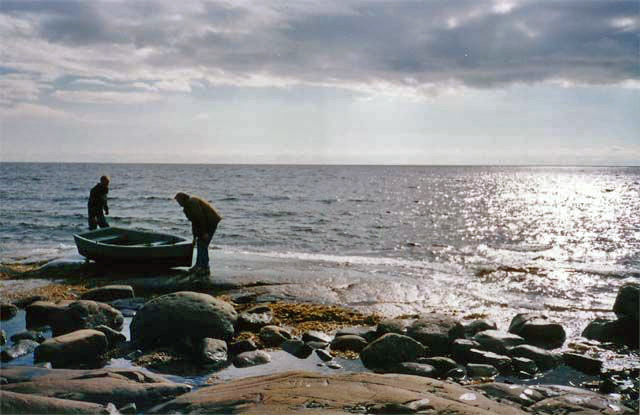
坎達拉克沙灣

坎達拉克沙灣（俄語：Кандалакшский залив）位於俄羅斯西北部卡累利阿共和國和摩爾曼斯克州，是白海四大港灣之一，其餘為德維納灣、梅津灣和奧涅加灣，北面有科拉半島和坎達拉克沙。
66°45′N 33°20′E / 66.750°N 33.333°E